# Les dieux ne sont pas morts
Les dieux ne sont pas morts  est le deuxième recueil de poésies de Marguerite Yourcenar paru en 1922 aux éditions Sansot.

## Présentation
Comme elle le dira dans une interview, contrairement aux prédictions de l’Occident, « les dieux ne sont pas morts ». Le problème pense-t-elle, est que l’éducation religieuse populaire présente un dieu anthropomorphique et caricatural, « un dieu Père Noël ou un dieu Père Fouettard ».

## Éditions
- Les dieux ne sont pas morts, éditions Sansot, 1922